# Клевщинский, Антон Антонович
Антон Антонович Клевщинский (1845—1902) — архитектор, академик архитектуры Императорской Академии художеств.

## Биография
Учился в Императорской Академии художеств, как вольнослушатель (1862—1864), как ученик (1864—1870). Получил от Академии художеств звание неклассного художника (1870), звание классного художника 3-й степени (1871) за программу «Проект концертного зала», звание классного художника 2-й степени (1876) за проект «Университета». звание классного художника 1-й степени (1883) за проект «великокняжеского замка». Получил звание академика (1887) за «проект пассажирского здания конечной станции железной дороги в столице».
Служил при Министерстве путей сообщения, участковый архитектор Николаевской железной дороги (с 1876).
Похоронен на Выборгском римско-католическом кладбище.
Среди основных построек в Петербурге ряд доходных домов, производственные сооружения завода подковочных гвоздей В. В. Бари (1881, 1884—1886); здания Александровского механического завода (1880-е), сооружения Николаевской ж. д. (наб. Обводного канала, 43, 1880-90-е), конторский корпус Николаевского вокзала (Лиговский пр., 18, 1895—1898); построил элеватор в Ревеле.

### Известные проекты
Известными проектами архитектора А. А. Клевщинского в Санкт-Петербурге являются:
- Доходный дом. Моисеенко ул., 4 (1876—1878)[4]
- Доходный дом (перестройка). Ковенский пер., 13 (1878)[5]
- Доходный дом (перестройка). Социалистическая ул., 24 (1881)[6]
- Производственные сооружения завода подковочных гвоздей В. В. Бари. Звенигородская ул., 11; Обводного наб.к., 91 (1881, 1884—1886)[7]
- Доходный дом. Лабутина ул., 16 (1884—1886)[8]
- Доходный дом. Канонерская ул., 16; Садовая ул., 95 (1885)[9]
- Доходный дом. Канонерская ул., 9 (1886)[10]
- Доходные дома католической церкви св. Екатерины. Невский пр., 32; Невский пр., 34 (1894—1895)[11]
- Конторский корпус Николаевского вокзала. Лиговский пр., 18; Невский пр., 85З (1895—1898)[12]
- Веерное депо Николаевской железной дороги. Обводного наб.к., 43 (1896—1897)[13]